# Élections à la Junte générale de la principauté des Asturies de 2011
Les élections à la Junte générale de la principauté des Asturies de 2011 (en espagnol : Elecciones a la Junta General del Principado de Asturias de 2011) se sont tenues le dimanche 22 mai 2011, afin d'élire les quarante-cinq députés de la huitième législature de la Junte générale de la principauté des Asturies.
Le scrutin voit la victoire de la Fédération socialiste asturienne-PSOE (FSA-PSOE) en nombre de voix, et du Forum des Asturies en nombre de sièges.

## Contexte
Depuis 1977, les Asturies s'affirment comme un territoire que domine le Parti socialiste ouvrier espagnol (PSOE), mais entre 1994 et 1999, le Parti populaire (PP) s'est placé dans une optique majoritaire.
Ainsi, au cours de l'élection régionale du 27 mai 2007, la FSA-PSOE se classe en première position avec 43,1 % des suffrages exprimés, ce qui lui donne 21 députés sur 45. Le Parti populaire des Asturies (PPA) suit de très près avec 42,5 % et 20 mandats parlementaires, accusant un retard de seulement 3 300 voix. La Gauche unie des Asturies (IUA) occupe les 4 derniers sièges à pourvoir grâce à un résultat de 9,9 %.
Les élections municipales qui se déroulent le même jour donnent un résultat assez similaire. Premiers, les socialistes totalisent 40,6 %, tandis que les conservateurs arrivent deuxièmes avec 40,2 %, ce qui représente une différence de 2 200 suffrages. Les écosocialistes se maintiennent en troisième place avec 10,5 %. Sur les sept principales villes de la communauté autonome, le PSOE en gouverne six mais ne dispose de la majorité absolue qu'à San Martín del Rey Aurelio, alors que le PP conserve Oviedo avec une très solide majorité absolue.
Le 10 juillet, Vicente Álvarez Areces est investi président de la principauté des Asturies pour un troisième mandat – un fait unique dans l'histoire régionale – par 21 voix pour et 24 abstentions. À la fin de l'année, son budget est rejeté par la Junte générale. La FSA-PSOE et IUA finissent par reconstituer un gouvernement majoritaire en octobre 2008.
Aux élections législatives du 9 mars 2008, la liste socialiste est clairement en tête avec 47,5 %, ce qui lui donne 4 sièges de députés sur les 8 à élire. Les 4 restants reviennent à la liste conservatrice, qui se voit distancée avec 42,1 %. Les écosocialistes, troisièmes avec 7,3 %, échouent à retrouver un mandat de parlementaire dans cette communauté autonome.
Environ un an plus tard, lors des élections européennes du 7 juin 2009, le PSOE se classe de nouveau en tête, totalisant 44,7 % dans les Asturies. Juste derrière, le PP engrange 42,6 % des suffrages, ce qui correspond à un écart de 8 800 voix entre les deux grands partis, tandis qu'IU recule encore et tombe à 5,7 %.
En avril 2010, Francisco Álvarez-Cascos, premier porte-parole parlementaire de l'Alliance populaire à la Junte générale, député des Asturies au Congrès entre 1986 et 2004, ancien secrétaire général du PP et plusieurs fois ministre, indique à Mariano Rajoy qu'il souhaite être chef de file du PPA lors de l'élection régionale de 2011. Tandis que le 8 juillet, Vicente Álvarez Areces annonce renoncer à un quatrième mandat, le 15 juillet le comité exécutif régional du PP rejette la candidature de Cascos. Le 24 septembre, la direction régionale propose l'investiture d'Isabel Pérez-Espinosa, adjointe au maire d'Oviedo. Le 1er janvier 2011, Francisco Álvarez-Cascos quitte le PP pour rejoindre le Forum des Asturies (FAC) avec 5 députés régionaux. Il devient alors le président et chef de file électoral du FAC.

## Mode de scrutin
La Junte générale de la principauté des Asturies (en espagnol : Junta General del Principado de Asturias) se compose de 45 députés, élus pour un mandat de quatre ans au suffrage universel direct, suivant le scrutin proportionnel à la plus forte moyenne d'Hondt.
La communauté autonome est divisée en trois circonscriptions : occidentale, centrale et orientale. Chacune dispose de 2 députés au minimum, les 39 restants étant distribués en proportion de la population. Pour cette élection, la circonscription occidentale compte 6 sièges, la circonscription centrale compte 34 sièges, et la circonscription orientale compte 5 sièges. Seules les forces politiques – partis, coalitions, indépendants – ayant remporté au moins 3 % des suffrages exprimés au niveau d'une circonscription participent à la répartition des sièges.

## Campagne

### Partis et chefs de file
| Force politique | Force politique                                                            | Chef de file             | Idéologie                                         | Score en 2007              |
| --------------- | -------------------------------------------------------------------------- | ------------------------ | ------------------------------------------------- | -------------------------- |
|                 | Fédération socialiste asturienne-PSOE Federación Socialista Asturiana-PSOE | Javier Fernández         | Centre gauche Social-démocratie, progressisme     | 43,1 % des voix 21 députés |
|                 | Parti populaire des Asturies Partido Popular de Asturias                   | Isabel Pérez-Espinosa    | Centre droit Conservatisme, démocratie chrétienne | 42,5 % des voix 20 députés |
|                 | Gauche unie des Asturies Izquierda Unida de Asturias                       | Jesús Iglesias Fernández | Gauche Communisme, républicanisme                 | 9,9 % des voix 4 députés   |

## Résultats

### Voix et sièges
|                          |                                                            |         |       |       |        |               |  |  |  |  |  |  |  |  |
| Parti                    | Parti                                                      | Voix    | %     | +/-   | Sièges | +/-           |  |  |  |  |  |  |  |  |
|                          | Parti socialiste ouvrier espagnol (PSOE)                   | 179 619 | 30,72 | 12,36 | 15     | 6             |  |  |  |  |  |  |  |  |
|                          | Forum des Asturies (Foro)                                  | 178 031 | 30,45 | Nv.   | 16     | 16            |  |  |  |  |  |  |  |  |
|                          | Parti populaire (PP)                                       | 119 767 | 20,48 | 22,04 | 10     | 10            |  |  |  |  |  |  |  |  |
|                          | Gauche unie des Asturies (IU-IX)                           | 61 703  | 10,55 | 0,62  | 4      | en stagnation |  |  |  |  |  |  |  |  |
|                          | Union, progrès et démocratie (UPyD)                        | 14 640  | 2,50  | Nv.   | 0      | en stagnation |  |  |  |  |  |  |  |  |
|                          | Indépendants pour les Asturies (IDEAS)                     | 6 380   | 1,09  | Nv.   | 0      | en stagnation |  |  |  |  |  |  |  |  |
|                          | Engagement pour les Asturies (BA-UNA)                      | 6 191   | 1,06  | Nv.   | 0      | en stagnation |  |  |  |  |  |  |  |  |
|                          | Front de gauche (FDLI)                                     | 4 598   | 0,79  | Nv.   | 0      | en stagnation |  |  |  |  |  |  |  |  |
|                          | Les Verts-Groupe vert (LV-GV)                              | 3 481   | 0,60  | Nv.   | 0      | en stagnation |  |  |  |  |  |  |  |  |
|                          | Union rénovatrice asturienne-Parti asturianiste (URAS-PAS) | 2 953   | 0,51  | 1,76  | 0      | en stagnation |  |  |  |  |  |  |  |  |
|                          | Parti animaliste contre la maltraitance animale (PACMA)    | 1 950   | 0,33  | Nv.   | 0      | en stagnation |  |  |  |  |  |  |  |  |
|                          | Autres partis                                              | 5 205   | 0,89  | -     | 0      | -             |  |  |  |  |  |  |  |  |
|                          |                                                            |         |       |       |        |               |  |  |  |  |  |  |  |  |
| Suffrages exprimés       | Suffrages exprimés                                         | 584 663 | 95,99 |       |        |               |  |  |  |  |  |  |  |  |
| Votes blancs             | Votes blancs                                               | 15 611  | 2,56  |       |        |               |  |  |  |  |  |  |  |  |
| Votes nuls               | Votes nuls                                                 | 8 798   | 1,44  |       |        |               |  |  |  |  |  |  |  |  |
| Total                    | Total                                                      | 609 072 | 100   | -     | 45     | en stagnation |  |  |  |  |  |  |  |  |
| Abstention               | Abstention                                                 | 378 233 | 38,31 |       |        |               |  |  |  |  |  |  |  |  |
| Inscrits / participation | Inscrits / participation                                   | 910 587 | 61,69 |       |        |               |  |  |  |  |  |  |  |  |

#### Par circonscription
| Circonscription | Circonscription | Occidentale | Occidentale | Occidentale | Occidentale   | Centrale | Centrale | Centrale | Centrale      | Orientale | Orientale | Orientale | Orientale     |
| --------------- | --------------- | ----------- | ----------- | ----------- | ------------- | -------- | -------- | -------- | ------------- | --------- | --------- | --------- | ------------- |
|                 |                 |             |             |             |               |          |          |          |               |           |           |           |               |
| Sièges          | Sièges          | 6           | 6           | 6           | en stagnation | 34       | 34       | 34       | en stagnation | 5         | 5         | 5         | en stagnation |
|                 |                 |             |             |             |               |          |          |          |               |           |           |           |               |
|                 |                 | Nombre      | Nombre      | %           | %             | Nombre   | Nombre   | %        | %             | Nombre    | Nombre    | %         | %             |
| Inscrits        | Inscrits        | 105 993     | 105 993     | 100,00      | 100,00        | 739 323  | 739 323  | 100,00   | 100,00        | 65 271    | 65 271    | 100,00    | 100,00        |
| Abstentions     | Abstentions     | 29 791      | 29 791      | 28,11       | 28,11         | 253 647  | 253 647  | 34,31    | 34,31         | 18 077    | 18 077    | 27,70     | 27,70         |
| Votants         | Votants         | 76 202      | 76 202      | 71,89       | 71,89         | 485 676  | 485 676  | 65,69    | 65,69         | 47 194    | 47 194    | 72,30     | 72,30         |
| Blancs          | Blancs          | 1 682       | 1 682       | 2,21        | 2,21          | 12 903   | 12 903   | 2,66     | 2,66          | 1 026     | 1 026     | 2,17      | 2,17          |
| Nuls            | Nuls            | 1 682       | 1 682       | 2,21        | 2,21          | 12 903   | 12 903   | 2,66     | 2,66          | 817       | 817       | 1,73      | 1,73          |
| Exprimés        | Exprimés        | 73 486      | 73 486      | 96,44       | 96,44         | 465 826  | 465 826  | 95,91    | 95,91         | 45 351    | 45 351    | 96,10     | 96,10         |
|                 |                 |             |             |             |               |          |          |          |               |           |           |           |               |
| Partis          | Partis          | Voix        | %           | Sièges      | +/−           | Voix     | %        | Sièges   | +/−           | Voix      | %         | Sièges    | +/−           |
|                 | PSOE            | 27 499      | 37,42       | 2           | 1             | 135 744  | 29,14    | 11       | 4             | 16 376    | 36,11     | 2         | 1             |
|                 | FAC             | 18 484      | 25,15       | 2           | 2             | 144 119  | 30,94    | 12       | 12            | 15 428    | 34,02     | 2         | 2             |
|                 | PP              | 18 837      | 25,63       | 2           | 1             | 91 520   | 19,65    | 7        | 8             | 9 410     | 20,75     | 1         | 1             |
|                 | IU              | 5 868       | 7,99        | 0           | en stagnation | 53 486   | 11,48    | 4        | en stagnation | 2 349     | 5,18      | 0         | en stagnation |
|                 | Autres          | 2 789       | 3,81        |             |               | 40 957   | 8,79     |          |               | 1 543     | 3,40      |           |               |

### Analyse
Cette élection est avant tout marquée par une chute du nombre d'inscrits, avec 71 300 absents supplémentaires sur les listes électorales. Ce nombre est le plus bas depuis 1987. Dans le même temps, l'affluence aux urnes augmente avec 4 400 électeurs supplémentaires.
Une fois encore, la Fédération socialiste asturienne-PSOE est en première position, mais elle perd tout de même 72 600 suffrages en quatre ans, ce qui l'amène à 30,7 % 15 députés, soit à peine un tiers de l'hémicycle. Jamais encore les socialistes n'avaient enregistré une telle contre-performance. Bien qu'elle domine en nombre de voix et l'emporte dans les trois circonscriptions, la FSA-PSOE est devancée d'un siège par le Forum des Asturies – qui accuse pourtant un très léger retard, de 1 600 suffrages – du fait du mode de scrutin. Le FAC, à l'inverse de l'URAS en 1995, joue à plein son rôle de force de centre droit alternative au Parti populaire des Asturies. Les conservateurs abandonnent en effet 129 200 voix, soit plus de la moitié de leur électorat, et divisent par deux leur nombre de députés élus. Ce résultat est tout simplement le pire de l'histoire du PPA. Quant à la Gauche unie des Asturies, elle revient au-dessus du seuil des 10 % en engrangeant 3 600 voix supplémentaires en quatre ans. Cela lui assure le maintien exact de sa représentation parlementaire.

### Conséquences
Le 14 juillet, Francisco Álvarez-Cascos est investi président de la principauté des Asturies par 16 voix pour et 29 abstentions, devenant seulement le second chef du gouvernement régional de centre droit depuis 1983. À la suite du rejet de son projet de budget par la Junte générale, il en prononce la dissolution et convoque l'élection régionale anticipée du 25 mars 2012.